# Скала-Подільський ясен
Скала-Подільський ясен — вікове дерево, ботанічна пам'ятка природи місцевого значення в Україні. Зростає поблизу селища Скала-Подільська Чортківського району Тернопільської області, у кв. 55, вид. 3 Скала-Подільського лісництва Чортківського держлісгоспу, в межах лісового урочища «Дача Скала-Подільська». 
Площа — 0,02 га. Оголошений об'єктом природно-заповідного фонду рішенням виконкому Тернопільської обласної ради № 131 від 14 березня 1977 року. Перебуває у віданні Тернопільської обласної управи лісового господарства. 
Під охороною — ясен звичайний віком близько 160 років та діаметром 110 см. Має наукову-пізнавальну та естетичну цінність.